# Carl Reiner
Carl Reiner (New York, 20 marzo 1922 – Beverly Hills, 29 giugno 2020) è stato un attore, comico, sceneggiatore, produttore televisivo, regista, commediografo, e scrittore statunitense, padre del regista Rob Reiner.

## Biografia
Figlio ateo degli ebrei Irving Reiner, austriaco, e Bessie Mathias, rumena, Reiner è stata la persona che ha vinto più Emmy Awards nel corso della carriera, ovvero ben nove. Tre di questi gli sono stati attribuiti per The Dick Van Dyke Show. Reiner è stato sposato con Estelle Lebold Reiner, cantante e attrice che ha recitato anche con Meg Ryan in Harry, ti presento Sally... (1989). È morto il 29 giugno 2020 all'età di 98 anni.

## Filmografia

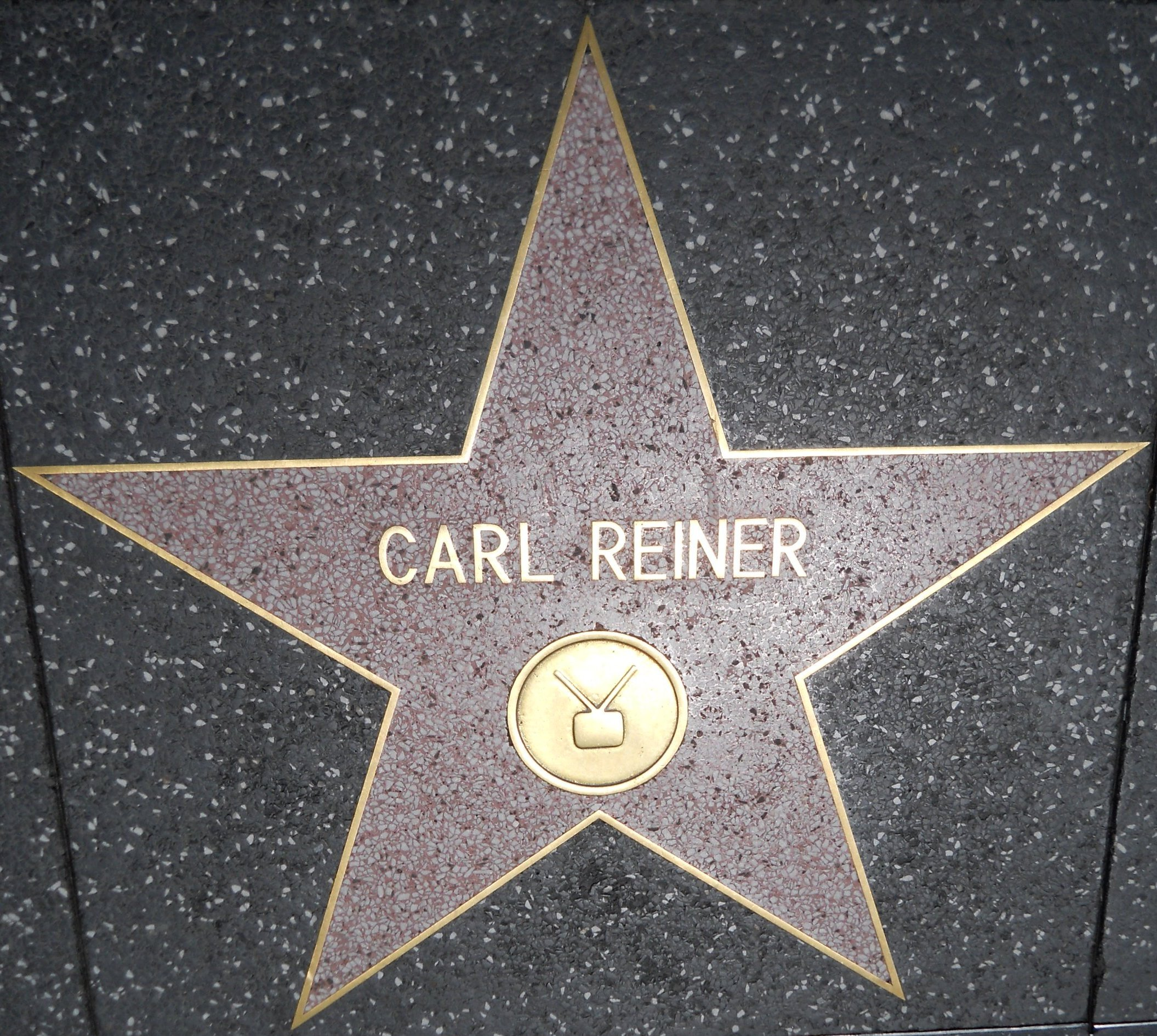
La stella di Reiner sulla Hollywood Walk of Fame

### Attore

#### Cinema
- Divieto d'amore (Happy Anniversary), regia di David Miller (1959)
- Gazebo (The Gazebo), regia di George Marshall (1959)
- Gidget Goes Hawaiian, regia di Paul Wendkos (1961)
- Quel certo non so che (The Thrill of It All), regia di Norman Jewison (1963)
- Questo pazzo, pazzo, pazzo, pazzo mondo (It's a Mad, Mad, Mad, Mad World), regia di Stanley Kramer (1963)
- A braccia aperte (John Goldfarb, Please Come Home!), regia di J. Lee Thompson (1965) (non accreditato)
- L'arte di amare (The Art of Love), regia di Norman Jewison (1965)
- Arrivano i russi, arrivano i russi (The Russians Are Coming, the Russians Are Coming), regia di Norman Jewison (1966)
- Don't Worry, We'll Think of a Title, regia di Harmon Jones (1966) (non accreditato)
- Una guida per l'uomo sposato (A Guide for the Married Man), regia di Gene Kelly (1967)
- Il comico (The Comic), regia di Carl Reiner (1969)
- Noi due a Manhattan (Generation), regia di George Schaefer (1969)
- Dieci scenette dal vostro show degli show (Ten from Your Show of Shows), regia di Max Liebman (1973)
- Bentornato Dio! (Oh, God!), regia di Carl Reiner (1977)
- La fine... della fine (The End), regia di Burt Reynolds (1978)
- Lo straccione (The Jerk), regia di Carl Reiner (1979)
- Il mistero del cadavere scomparso (Dead Men Don't Wear Plaid), regia di Carl Reiner (1982)
- Lezioni d'estate (Summer School), regia di Carl Reiner (1987)
- I visitatori del sabato sera (The Spirit of '76), regia di Lucas Reiner (1989)
- Fatal Instinct - Prossima apertura (Fatal Instinct), regia di Carl Reiner (1993)
- L'altra faccia di Beverly Hills (Slums of Beverly Hills), regia di Tamara Jenkins (1998)
- Le avventure di Rocky e Bullwinkle (The Adventures of Rocky & Bullwinkle), regia di Des McAnuff (2000)
- Ocean's Eleven - Fate il vostro gioco (Ocean's Eleven), regia di Steven Soderbergh (2001)
- Ocean's Twelve, regia di Steven Soderbergh (2004)
- Ocean's Thirteen, regia di Steven Soderbergh (2007)
- Dumbbells, regia di Christopher Livingston (2014)
- Ocean's 8, regia di Gary Ross (2018) (scena eliminata)

#### Televisione
- Westinghouse Desilu Playhouse – serie TV, episodio 1x15 (1959)
- The Dick Van Dyke Show – serie TV, 32 episodi (1961-1966)
- La legge di Burke (Burke's Law) – serie TV, episodi 1x16-2x13 (1964)
- Diritto d'offesa (Skokie), regia di Herbert Wise – film TV (1981)
- Frasier – serie TV, 1 episodio (1993)
- Innamorati pazzi (Mad About You) – serie TV, 1 episodio (1995)
- Il diritto di non parlare (The Right to Remain Silent), regia di Hubert C. de la Bouillerie – film TV (1996)
- In tribunale con Lynn (Family Law) – serie TV, 2 episodi (1999-2000)
- Father of the Pride – serie TV (2004)
- Boston Legal – serie TV, 1 episodio (2005)
- Dr. House - Medical Division (House, M.D.) – serie TV, 1 episodio (2009)
- Due uomini e mezzo (Two and a Half Men) – serie TV, 4 episodi (2009-2014)
- The Cleveland Show – serie TV, 1 episodio (2011)
- Parks and Recreation – serie TV, 1 episodio (2012)

### Regista
- Enter Laughing (1967)
- Il comico (The Comic) (1969)
- Senza un filo di classe (Where's Poppa?) (1970)
- Bentornato Dio! (Oh, God!) (1977)
- Un tipo straordinario (The One and Only) (1978)
- Lo straccione (The Jerk) (1979)
- Il mistero del cadavere scomparso (Dead Men Don't Wear Plaid) (1982)
- Ho perso la testa per un cervello (The Man with Two Brains) (1983)
- Ho sposato un fantasma (All of Me) (1984)
- Vacanze in Florida (Summer Rental) (1985)
- Summer School - Una vacanza da ripetenti (Summer School) (1987)
- Bert Rigby, You're a Fool (1989)
- Scappatella con il morto (Sibling Rivalry) (1990)
- Fatal Instinct - Prossima apertura (Fatal Instinct) (1993)
- Questo pazzo sentimento (That Old Feeling) (1997)

### Doppiaggio
- Alice of Wonderland in Paris, regia di Gene Deitch (1966)
- La pazza storia del mondo (History of the World, Part I), regia di Mel Brooks (1981) - voce di Dio (non accreditato)
- Il pomo d'Adamo (In the Mood), regia di Phil Alden Robinson (1987) (non accreditato)
- The Majestic, regia di Frank Darabont (2001)
- Cani dell'altro mondo (Good Boy!), regia di John Hoffman (2003)
- Buon Natale, Madagascar! (Merry Madagascar), regia di David Soren (2008) – cortometraggio
- Peng e i due anatroccoli (Duck Duck Goose), regia di Chris Jenkins (2018)
- Toy Story 4, regia di Josh Cooley (2019)

## Doppiatori italiani
Nelle versioni in italiano delle opere in cui ha recitato, Carl Reiner è stato doppiato da:
- Renato Turi in Gazebo, Quel certo non so che, L'arte di amare
- Cesare Barbetti in Ocean's Eleven - Fate il vostro gioco, Ocean's Twelve
- Pino Locchi in Divieto d'amore, Arrivano i russi, arrivano i russi
- Luciano De Ambrosis in Dr. House - Medical Division, Hot in Cleveland
- Franco Odoardi in Buon anno Topolino
- Sergio Fiorentini in Ocean's Thirteen
- Renato Mori ne I visitatori del sabato sera
- Sergio Tedesco in Boston Legal
- Bruno Alessandro in L'altra faccia di Beverly Hills
- Romano Malaspina in Innamorati pazzi
- Sergio Graziani in Crossing Jordan
- Guido Ruberto in Ally McBeal
- Toni Orlandi in Due uomini e mezzo (st. 7-8)
- Dante Biagioni in Due uomini e mezzo (st. 11)

Da doppiatore è sostituito da:
- Carlo Petruccetti in Toy Story 4, I perché di Forky
- Carlo Reali in King of the Hill
- Ermavilo in Buon Natale, Madagascar!
- Simone Mori in Frasier
- Bruno Alessandro in Cani dell'altro mondo